# فيل تايلور (لاعب دارت)
فيل تايلور (بالإنجليزية: Phil Taylor)‏ هو لاعب دارت بريطاني، ولد في 13 أغسطس 1960 في ستوك أون ترينت في المملكة المتحدة.

## وصلات خارجية
- فيل تايلور على موقع DartsDatabase.co.uk (الإنجليزية)
- فيل تايلور على موقع IMDb (الإنجليزية)
- فيل تايلور على موقع ميوزك برينز (الإنجليزية)
- فيل تايلور على موقع قاعدة بيانات الفيلم (الإنجليزية)